# Amalgama Edicions
Amalgama Edicions es una editorial de música fundada en Berga (España) a raíz del concurso de piano organizado por la escuela de música L'Espill. 
Su especialidad es la música de compositores catalanes, pero sobre todo las obras de temática pedagógica. En el año 2006 fue adquirida por TRITÓ Edicions, de Barcelona.
Una gran parte de su catálogo lo forma la obra del compositor catalán Manuel Blancafort, además de otros como Joaquim Homs, Salvador Pueyo, Antoni Besses, Manuel Oltra o Ireneu Segarra.